# 장희백
장희백(臧僖伯, ? ~ 기원전 718년)은 중국 동주의 제후국 노나라의 공족이다. 희는 시호고, 이름은 구(彄)로 생전에는 공자 구(公子彄)로 일컬었다. 자는 자장(子臧)으로, 노나라의 유력 세족 장손씨(臧孫氏)의 조상이다.
기원전 718년(노 은공 5년) 봄, 은공이 물고기 잡는 것을 보러 가려 하자, 물고기를 잡는 것과 같이 산림과 강에서 산물을 얻는 것은 임금의 직분이 아니라고 간언하였고, 은공이 이를 듣지 않자 병을 칭탈하여 따라가지 않았다.
이해 겨울 12월에 죽었는데, 은공은 공자 구의 간언을 듣지 않은 것을 추억하여 장례를 한 등급 올려서 치렀다.

## 가정
- 노 효공 (아버지)
  - 노 혜공 (형)
    - 노 은공 (조카)

  - 공자 구
    - 장손달 (아들)

  - 공자 익사(형제)